# Fraser T Smith
Fraser Lance Thorneycroft-Smith, noto artisticamente come Fraser T Smith (Marlow, 8 febbraio 1971), è un produttore discografico, paroliere e musicista britannico.

## Carriera
Ha collaborato alla scrittura di diversi brani musicali di successo nel mondo: tra questi Set Fire to the Rain di Adele, Broken Strings di James Morrison e Break Your Heart di Taio Cruz.
Ha collaborato anche con Plan B, Sam Smith, Lily Allen, Leona Lewis, Kaiser Chiefs, Quadron, Birdy, Cee Lo Green, Ellie Goulding, Katy B, Tinchy Stryder, Kano, Craig David, The Kooks, Giorgia, Mikky Ekko, Laura Pausini, Angel Haze, Kimbra, Gorillaz, Example, Rita Ora, Nelly Furtado, Jamelia, Britney Spears, Pixie Lott, Keane, Florence and the Machine e altri.
Come membro dello staff di produzione dell'album 21 di Adele, ha vinto il Grammy Award all'album dell'anno nel 2012.